# Vale Lambo
Vale Lambo, pseudonimo di Valerio Apice (Napoli, 25 gennaio 1991), è un rapper italiano, membro del collettivo SLF (con Lele Blade, MV Killa e Yung Snapp) e del duo Le Scimmie (con Lele Blade).

## Biografia
Valerio Apice nasce a Napoli il 25 gennaio 1991 e cresce nel quartiere di Secondigliano. All'età di 11 anni inizia ad avvicinarsi al mondo dell'Hip hop ascoltandone gli artisti più rappresentativi tra cui Tupac Shakur, Big Pun e altri. Nel 2005 inizia a scrivere in rima la realtà in cui cresce e tuttora vive.

## Carriera

### Primi anni, 365 MUV e Le Scimmie (2012–2017)
A 20 anni, Lambo entra a far parte del collettivo 365 MUV, inizialmente chiamato Cazooria Muv, e nel 2012 registra il pezzo Vita cà fugge. Il suo primo progetto esce nel 2012, si intitola RAV e contiene cinque tracce. Nel 2014 pubblica Lucky Luciano EP e successivamente acquisisce visibilità a livello regionale con i video musicali di È meglio pe loro e Aro stat 'e cas. Nel 2017 Lambo prende parte al brano Day One della 365 MUV con MV Killa, Vinz Turner, Dome Flame e Lele Blade. Mauro Caputo. Gianni Sacco ,Franco Miraggio.
Con Le Scimmie, duo formato insieme al rapper Lele Blade, pubblica l'album El Dorado. Il disco, prodotto dal giovane beatmaker Yung Snapp, fu pubblicato il 30 settembre 2016 per Dogozilla Empire, etichetta discografica fondata da Don Joe, e Universal Music Italia. El Dorado vanta le collaborazioni di rapper noti quali Jake La Furia, Izi, Ntò, Vegas Jones e Clementino. Nel 2017 El Dorado è stato pubblicato in una versione deluxe, con l'aggiunta di quattro tracce bonus. Alla fine del 2017 collabora con The Night Skinny per l’album del produttore, intitolato Pezzi, e partecipa nel brano Egitto.

### Il primo disco da solista eMedusa Deluxe EP(2018)
Il 16 marzo 2018 esce il primo disco ufficiale da solista di Vale Lambo, Angelo. Il disco è composto da quattordici brani, vede la collaborazione di Gué Pequeno, CoCo e MV Killa e contiene i singoli Medusa e Over fai. Qualche mese dopo il rapper annuncia l'uscita di Medusa Deluxe EP per il 22 giugno 2018, che contiene il remix del singolo Medusa, in collaborazione con Gué Pequeno, più quattro tracce inedite.

### BFM, SLF eCome il mare(2019-2020)
Il 16 gennaio 2019 nasce la SLF (acronimo di Siamo La Fam), un collettivo rap napoletano composto da Vale Lambo, Lele Blade, Yung Snapp, MV Killa e Niko Beatz, dopo la loro uscita da 365 MUV. Nel 2019 Vale Lambo collabora con MadMan in Beatrix Kiddo, con MV Killa in Chiu ngopp, con Lele Blade in La bamba, con The Night Skinny in Life Style ed esce il suo singolo E fatt o’ giallo, prodotto da Yung Snapp. Il 3 giugno 2019 viene annunciata la firma di Vale Lambo per BFM Music, etichetta del rapper Luchè, partnership di Universal che si occupa della distribuzione.
Nel 2020 Vale Lambo, in attesa del nuovo disco, pubblica il singolo Mea muri tu in collaborazione con MV Killa e Yung Snapp. Il 23 aprile pubblica il primo singolo del nuovo disco e la canzone, intitolata Abbracciami, vede la produzione di Nazo e Niko Beatz. Nel frattempo collabora con Sal Da Vinci nel singolo So pazz' e te, con Gigi D’Alessio in Buongiorno e in San Valentino e viene rilasciato il primo brano del collettivo SLF, intitolato Squad. Il 3 agosto pubblica il brano Statt zitt, secondo singolo pre-disco, e un mese dopo annuncia, tramite una diretta Instagram, l’uscita del secondo disco ufficiale per il 25 settembre 2020, intitolato Come il mare. Il disco, anticipato da un terzo singolo chiamato 'Nfaccia, presenta collaborazioni importanti, quali Luchè, Geolier, MadMan, Lele Blade, Carl Brave, Franco Ricciardi, Nayt, Dani Faiv e CoCo. Per l'occasione è stato realizzato un documentario dal titolo Vale Lambo – Come il mare reso disponibile attraverso la piattaforma TIMvision e successivamente su Olzemusic, piattaforma che distribuisce i suoi contenuti anche grazie al Fluid Content di Sky.

## Discografia

### Da solista
Album in studio
- 2018 – Angelo
- 2020 – Come il mare
- 2024 – Lamborghini a via Marina

EP
- 2014 – Lucky Luciano EP
- 2018 – Medusa Deluxe EP

Singoli come artista principale
- 2017 – Medusa
- 2018 – Over fai
- 2019 – E fatt o' giallo
- 2020 – Mea muri tu (feat. MV Killa e Yung Snapp)
- 2020 – Abbracciami
- 2020 – Statt zitt
- 2020 – 'Nfaccia
- 2020 – Roma (feat. CoCo e Nayt)
- 2021 – Weom
- 2022 – Fufu (con Slings)
- 2022 – RFTS 1 (Freestyle)
- 2022 – RFTS 2 (Freestyle)
- 2022 – RFTS 3: Transalp (Freestyle)
- 2022 – Last Night
- 2022 – Tag
- 2023 – U&Me
- 2023 – Genkidama
- 2024 – Baby U Want Me (feat. Geolier)
- 2024 – X-ADV (feat. Simba La Rue)
- 2024 – Jacquemus blu

Singoli come artista ospite
- 2019 – La bamba (Lele Blade feat. Vale Lambo)
- 2019 – Chiu ngopp (MV Killa feat. Vale Lambo)
- 2019 – L'ultima goccia (Ivano127Rosso feat. Vale Lambo)
- 2020 – So pazz' e te (Sal Da Vinci feat. Vale Lambo)
- 2020 – Buongiorno (Gigi D'Alessio feat. Clementino, CoCo, Enzo Dong, Franco Ricciardi, LDA, Lele Blade, MV Killa, Geolier, Samurai Jay e Vale Lambo)

Collaborazioni
- 2014 – Zoo rap (Mr. Phil feat. Danny Mega, Dome Flame e Vale Lambo)
- 2016 – 'Na stella 'e ccà (Ntò feat. Vale Lambo)
- 2017 – C' a facc (Amill Leonardo feat. Vale Lambo, Lele Blade e Yung Snapp)
- 2017 – Un altro giorno un altro euro (Gué Pequeno feat. Vale Lambo)
- 2017 – Egitto (The Night Skinny feat. Vale Lambo)
- 2019 – Beatrix Kiddo (MadMan feat. Vale Lambo)
- 2019 – Life Style (The Night Skinny feat. Vale Lambo, Lele Blade, CoCo e Geolier)
- 2020 – San Valentino (Gigi D'Alessio feat. Vale Lambo)
- 2020 – We uem (MV Killa e Yung Snapp feat. Le Scimmie)
- 2021 – Robot (Christian Revo feat. Vale Lambo)
- 2022 – North Face (Lele Blade feat. Vale Lambo, Yung Snapp)
- 2022 – So Fresh So Clean (Lele Blade feat. Vale Lambo)
- 2023 – Tien o problem (MV Killa feat. Vale Lambo)
- 2023 – Dalmata (Dani Faiv feat. Vale Lambo)
- 2024 – Teng sul a te (Yung Snapp feat. Vale Lambo)
- 2024 – Nun me chiammà (Lele Blade feat. Vale Lambo)

### Con la SLF
Album in studio
- 2022 – We the Squad, Vol. 1

Singoli
- 2020 – Squad
- 2021 – Ready (feat. Geolier)
- 2022 – Travesuras
- 2022 – Millionaire

### Con Lele Blade (Le Scimmie)
- 2016 – El Dorado